# Eugenia Cicio Pop
Eugenia Cicio-Pop (n. 1876, Bucium-Șasa – d. 1951), născută Eugenia Macavei, a fost o deputată în Marea Adunare Națională de la Alba Iulia, organismul legislativ reprezentativ al „tuturor românilor din Transilvania, Banat și Țara Ungurească”, cel care a adoptat hotărârea privind Unirea Transilvaniei cu România, la 1 decembrie 1918 :p. 92.

## Biografie
A fost casnică, soția lui Ștefan Cicio-Pop și membră a Reuniunii femeilor române din Arad.:p. 92

## Activitatea politică
Ca deputat în Adunarea Națională din 1 decembrie 1918 a fost delegat al Reuniunii femeilor române din Arad.:p. 92